# Oscar Hernández (baseball)
Pour les articles homonymes, voir Oscar Hernández.
Oscar Eduardo Hernández Rios (né le 9 juillet 1993 à Punto Fijo, Falcón, Venezuela) est un receveur des Diamondbacks de l'Arizona de la Ligue majeure de baseball.

## Carrière
Oscar Hernández signe son premier contrat professionnel en 2009 avec les Rays de Tampa Bay. Il commence sa carrière professionnelle en 2010 et joue 5 saisons avec des clubs de ligues mineures affiliés aux Rays, mais ces derniers le laissent sans protection au repêchage de la règle 5 de fin d'année 2014 et il est le tout premier joueur réclamé. Le 11 décembre 2014, il passe ainsi aux Diamondbacks de l'Arizona.
Hernández fait ses débuts dans le baseball majeur avec Arizona le 12 juillet 2015. Son premier coup sûr dans les majeures est un double réussi le 18 juillet contre le lanceur Jake Peavy des Giants de San Francisco.